# Dorothea Henzler

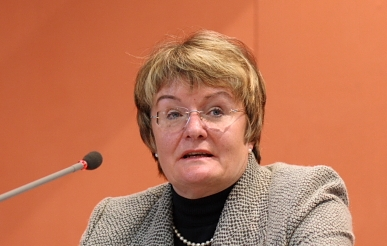
Dorothea Henzler (2009)

Dorothea Henzler (* 31. Oktober 1948 in Türkheim) ist eine hessische Politikerin (FDP) und war von 1995 bis 2014 Abgeordnete im Hessischen Landtag. Von 2009 bis 2012 war sie in den Regierungen unter Roland Koch bzw. Volker Bouffier hessische Kultusministerin.

## Ausbildung und Beruf
Nach dem Abitur 1967 machte Henzler von 1967 bis 1969 eine Ausbildung zur Ingenieurassistentin bei der Siemens AG und arbeitete dort von 1969 bis 1977 als Systemberaterin im Vertrieb Datentechnik.

## Politik
Seit 1981 ist sie Mitglied der FDP. Von 1990 bis 1994 Vorsitzende des Ortsverbandes in Oberursel und seit 1993 Mitglied des Parteipräsidiums des Landesverbandes Hessen.
Seit 1985 war sie Stadtverordnete in Oberursel (mit einer Unterbrechung von März 2001 bis Juni 2003) und dort von 1993 bis 2001 Fraktionsvorsitzende der FDP.
1995 wurde sie Abgeordnete im Hessischen Landtag. Dort war Henzler Vorsitzende des Ausschusses für Frauen, Arbeit und Sozialordnung vom 28. Oktober 1997 bis 4. April 1999 sowie Mitglied im Ältestenrat, Kulturpolitischen Ausschuss, Unterausschuss für Heimatvertriebene, Aussiedler, Flüchtlinge und Wiedergutmachung. Ferner war sie vom 5. April 1999 bis 4. April 2003 Parlamentarische Geschäftsführerin, vom 5. April 2003 bis zu ihrem Ausscheiden stellvertretende Fraktionsvorsitzende sowie Sprecherin für Bildungspolitik und Schulpolitik ihrer Partei.
Nach der vorgezogenen hessischen Landtagswahl 2009 wurde Henzler im Februar 2009 zur Kultusministerin ernannt. Auf Wunsch ihrer Partei trat sie zum 31. Mai 2012 von diesem Amt zurück. Ihre Nachfolgerin wurde Nicola Beer. Anfang des Jahres 2014 schied sie zum Ende der Legislaturperiode aus dem Landtag aus. Sie hatte jeweils im Wahlkreis Hochtaunus II kandidiert, war aber stets über die FDP-Landesliste gewählt worden.
In den Jahren 2004, 2009 und 2010 war Henzler Mitglied der 12., 13. und 14. Bundesversammlung.
Henzler ist Beiratsmitglied des „Hauses der Heimat“, des Freilichtmuseums Hessenpark sowie des Landeskuratoriums für Weiterbildung in Hessen.